# Eupithecia extralineata
Eupithecia extralineata är en fjärilsart som beskrevs av Franz Dannehl 1933. Eupithecia extralineata ingår i släktet Eupithecia och familjen mätare. Inga underarter finns listade i Catalogue of Life.